# Sydkoreas herrlandslag i fotboll
Sydkoreas herrlandslag i fotboll representerar Republiken Korea (Sydkorea) i fotboll på herrsidan, och är sedan slutet av 1980-talet ett av de ledande asiatiska landslagen med kontinuerligt deltagande i VM och olympiska sommarspel (som U-23-landslag).

## Historia
Sydkorea, som var japansk koloni 1910–1945, spelade sin första match under 1948 års olympiska spel och vann mot Mexiko med 5–3, men förlorade senare stort i kvartsfinalen mot blivande olympiska mästarna Sverige, som vann med hela 12–0, vilket är Sydkoreas största förlust någonsin.
Sydkorea spelade sitt första VM 1954, och slutade sist i sin grupp (med fyra landslag som endast spelade två matcher och inte tre) efter storförluster med hela 0–9 mot blivande finalisterna Ungern följd av grupptrean Turkiet med hela 0–7 (och den tredje matchen mot blivande världsmästarna Västtyskland uteblev).
Sydkoreas första VM efter 1954 var 32 år senare i Mexiko, där de gjorde sitt första VM-mål men förlorade med 1–3 i första matchen mot blivande världsmästarna Argentina, och fick i nästa match mot Bulgarien sitt första VM-poäng genom att få oavgjort resultat 1–1 genom en kvittering av Kim Jong-boo, men blev utslagna redan i gruppspelet efter nästa match i vilken Italien pressades men vann knappt med 3–2.
Första gången Sydkorea gick vidare från gruppspelsfasen var 2002, då Sydkorea och Japan var gemensamma värdländer såväl som de första asiatiska värdländerna för VM, då Sydkorea vann en VM-match för första gången genom att slå Polen med 2–0 och, efter en oavgjord match mot USA, även Portugal med 1–0, följt av Italien i åttondelsfinalen efter en sen kvittering av Seol Ki-hyeon och ett sent golden goal av Ahn Jung-hwan (som även gjorde kvitteringsmålet mot USA), och sist i kvartsfinalen (som blev mållös) slogs även Spanien efter en spansk straffspark räddad av Lee Woon-Jae. Efter att ha blivit det första asiatiska landslaget som nått VM-semifinal förlorade Sydkorea mot blivande finalisterna Tyskland efter ett avgörande mål av Michael Ballack i mitten av andra halvlek, och även mot blivande bronsmedaljörerna Turkiet, som i matchen om tredjepris tog en ledning redan efter 11 sekunder genom det hittills snabbaste VM-målet någonsin, gjort av Hakan Şükür och senare inför andra halvlek hade tagit en ledning med 3–1 före en sen reducering till 3–2 av Song Chong-gug.
Efter fjärdeplatsen i hemma-VM 2002 har Sydkorea som bäst nått åttondelsfinal i VM (2010 i Sydafrika och 2022 i Qatar).

## Statistik

### Resultat i VM
| År   | Placering/Omgång           | Matcher | Vinster | Oavgjorda* | Förluster | Mål  | Målskyttar |
| ---- | -------------------------- | ------- | ------- | ---------- | --------- | ---- | --- |
| 1930 | Deltog ej (japansk koloni) | –       | –       | –          | –         | –    | – |
| 1934 | Deltog ej (japansk koloni) | –       | –       | –          | –         | –    | – |
| 1938 | Deltog ej (japansk koloni) | –       | –       | –          | –         | –    | – |
| 1950 | Deltog ej                  | –       | –       | –          | –         | –    | – |
| 1954 | Gruppspel                  | 2       | 0       | 0          | 2         | 0–16 | – |
| 1958 | Deltog ej                  | –       | –       | –          | –         | –    | – |
| 1962 | Ej kvalificerat            | –       | –       | –          | –         | –    | – |
| 1966 | Deltog ej                  | –       | –       | –          | –         | –    | – |
| 1970 | Ej kvalificerat            | –       | –       | –          | –         | –    | – |
| 1974 | Ej kvalificerat            | –       | –       | –          | –         | –    | – |
| 1978 | Ej kvalificerat            | –       | –       | –          | –         | –    | – |
| 1982 | Ej kvalificerat            | –       | –       | –          | –         | –    | – |
| 1986 | Gruppspel                  | 3       | 0       | 1          | 2         | 4–7  | Park Chang-sun (1), Kim Jong-boo (1), Choi Soon-ho (1), Huh Jung-moo (1)                                                            |
| 1990 | Gruppspel                  | 3       | 0       | 0          | 3         | 1–6  | Hwangbo Kwan (1) |
| 1994 | Gruppspel                  | 3       | 0       | 2          | 1         | 4–5  | Hong Myung-bo (2), Seo Jung-won (1), Hwang Sun-Hong (1)                                                                             |
| 1998 | Gruppspel                  | 3       | 0       | 1          | 2         | 2–9  | Ha Seok-ju (1), Yoo Sang-chul (1)                                                                                                   |
| 2002 | Semifinal                  | 7       | 3       | 2          | 2         | 8–6  | Ahn Jung-hwan (2), Hwang Sun-hong (1), Yoo Sang-chul (1), Park Ji-sung (1), Seol Ki-hyeon (1), Lee Eul-yong (1), Song Chong-gug (1) |
| 2006 | Gruppspel                  | 3       | 1       | 1          | 1         | 3–4  | Lee Chun-soo (1), Ahn Jung-hwan (1), Park Ji-sung (1)                                                                               |
| 2010 | Åttondelsfinal             | 4       | 1       | 1          | 2         | 6–8  | Lee Jung-soo (2), Lee Chung-Yong (2), Park Ji-sung (1), Park Chu-young (1)                                                          |
| 2014 | Gruppspel                  | 3       | 0       | 1          | 2         | 3–6  | Lee Keun-ho (1), Son Heung-min (1), Koo Ja-Cheol (1)                                                                                |
| 2018 | Gruppspel                  | 3       | 1       | 0          | 2         | 3–3  | Son Heung-min (2), Kim Young-Gwon (1)                                                                                               |
| 2022 | Åttondelsfinal             | 4       | 1       | 1          | 2         | 5–8  | Cho Gue-sung (2), Kim Young-Gwon (1), Hwang Hee-chan (1), Paik Seung-ho (1)                                                         |

* Oavgjorda matcher inkluderar matcher som avgjorts genom straffsparksläggning.

## Kända spelare
- Cha Bum-kun
- Park Ji-sung
- Lee Young-pyo
- Park Chu-young
- Son Heung-min

## Förbundskaptener
- Guus Hiddink
- Dick Advocaat